# Камброзо Овест (Падова)
Камброзо Овест је насеље у Италији у округу Падова, региону Венето.
Према процени из 2011. у насељу је живело 48 становника. Насеље се налази на надморској висини од -1 м.